# 班布伊
班布伊是巴西米纳斯吉拉斯州的一个市镇。总面积1455.38平方公里，总人口21850人，人口密度15人/平方公里。